# Manuel García García
Manuel García  (Huéscar, 26 de diciembre de 1966) es un poeta, ensayista, traductor, crítico literario,  encuadernador, editor y violagambista español.

## Biografía
Su infancia transcurrió entre su pueblo natal, Huéscar (Granada), y Fregenal de la Sierra (Badajoz), donde se crio. A partir de los 14 años ha vivido en Sevilla de forma permanente y, de forma intermitente, en otros lugares como Benidorm, Alcalá de los Gazules, Alosno o Lebrija.
Su afición a los libros le ha llevado a dedicarse a varios oficios relacionados con ellos. Como encuadernador está en la línea artística de los encuadernadores Juan Argenta y Sebastián Rodríguez. Como bibliófilo, librero de viejo y experto en libros antiguos, ha trabajado en la elaboración de numerosos catálogos, además de realizar trabajos de restauración y encuadernación de importantes obras del patrimonio literario español para varias librerías, especialmente para la ya desaparecida librería "El Desván" de Sevilla (desde 1992 a 2005), donde recibió el magisterio del librero Luis Andújar y de Miguel Castilla. Como editor y director literario, realiza trabajos de edición en la editorial Point de Lunettes, desde 2002 hasta la actualidad, habiéndose publicado bajo su responsabilidad un centenar de libros.
Miembro del jurado, durante más de una década, de certámenes de poesía vinculados con las editoriales  Hiperión y Point de Lunettes, entre otras (Premio Jaén de poesía, Premio San Juan de la Cruz de Úbeda, Premio Ciudad de Valencia, Premio Ciudad de Morón, Premio Antonio Machado de Baeza, Premio Princesa de Éboli de Pinto…). Ha sido cofundador, de dos revistas literarias: Los papeles mojados de Río Seco y Entorno Literario, a cuyo consejo de redacción pertenece. También es asesor de la revista Extramuros.
A lo largo de su dilatada trayectoria, Manuel García, ha colaborado con poemas y artículos de crítica literaria en varias revistas y publicaciones periódicas (Litoral, Los papeles mojados de Río seco, Extramuros, Entorno Literario, Mercurio, El Mundo, Cuadernos Hispanoamericanos), asistiendo a congresos de varias universidades y publicando ediciones críticas de escritores clásicos para varias editoriales. 
Ha traducido algunos libros del francés y versionado en versos castellanos poemas de otras lenguas como el italiano o el griego. Algunas de estas traducciones se han musicalizado como Le Lacrime di Eros, versiones en castellano de poemas italianos del Renacimiento.

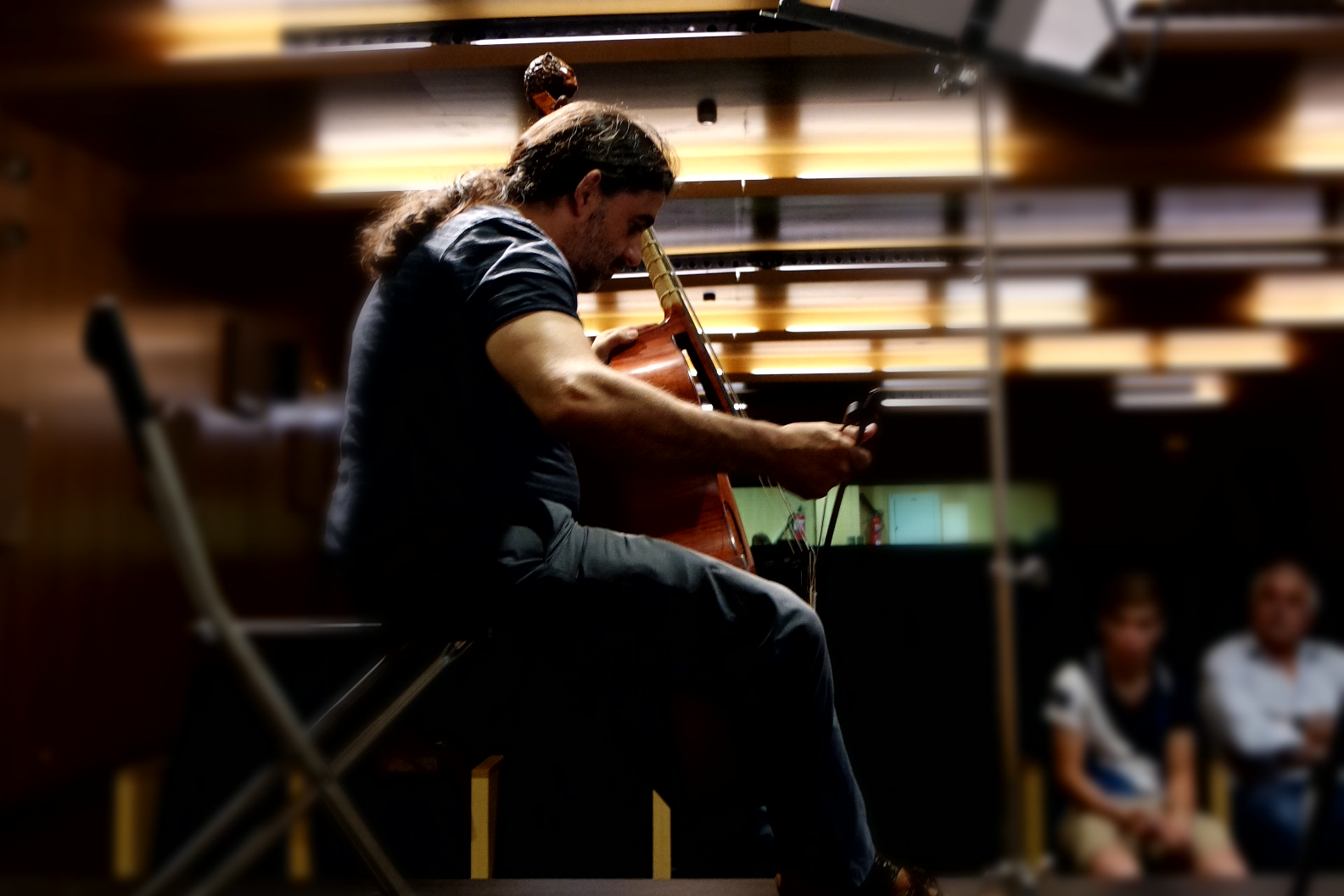
Manuel García García tocando la viola de gamba durante un concierto

Dentro de su polifacética personalidad destaca, también, su vinculación con el mundo de la música. Como intérprete, toca la viola de gamba desde 2008. Discípulo de Juan Ramón Lara está vinculado con el  violagambista Fahmi Alqhai (Academia del Piacere), para cuyo grupo ha hecho trabajos de adaptación y creación de letras, como la versión de  El canto de los pájaros que escribió para el cantaor flamenco Arcángel. También está relacionado con los proyectos musicales del clarinetista Diego Montes y su grupo Clan Sonador’s, para el que ha escrito textos y  hecho papeles de actor (Por ejemplo, en la interpretación del Octeto de Franz Schubert, en  el FeMÀS de 2016).
En el campo de las Bellas Artes, ha colaborado en muchas ocasiones con la pintora María Jesús Casermeiro, haciendo textos para sus catálogos de arte. Entre sus referencias artísticas destaca la colaboración en varios proyectos con los artistas plásticos Jorge Camacho y Claudio Sánchez Muros.
Su principal ocupación es el ejercicio de la poesía. Se inició en la práctica poética a partir de 1980, bajo el magisterio de Carlos Villarreal y Antonio Carvajal. También tiene una profunda relación poética y editorial con Jesús Munárriz. Algunos de sus poemas han sido traducidos al inglés y al alemán.
Licenciado en Filología Hispánica por la Universidad de Sevilla ejerce como profesor de Lengua y Literatura Castellana y Literatura Universal, en el centro de Educación Secundaria   IES Gustavo Adolfo Bécquer de la capital hispalense, ciudad en la que reside.

## Obra

### Poesía
- Estelas. Diputación Provincial de Granada, 1995. ISBN 978-84-780-7138-8
- Sabor a sombras. Granada, Editorial Extramuros, 1999. ISBN 978-84-793-3994-4
- Cronología del mal. Sevilla, Point de Lunettes, 2002. ISBN 84-932-4870-3
- Poemas para perros. Sevilla, Point de Lunettes, 2007. ISBN 84-965-0810-2
- Manual de Cordura. Valladolid, Fundación Jorge Guillén, 2007. ISBN 978-84-897-0789-4
- De bares y de tumbas. Madrid, Hiperión, 2011. ISBN 978-84-751-7982-7
- La sexta cuerda. Madrid, Hiperion, 2014. ISBN 978-84-900-2034-0
- Es conveniente pasear al perro. Madrid, Hiperión, 2017. ISBN 978-84-900-2100-2
- Mejor la Destrucción. Sevilla, Renacimiento, 2018. ISBN 978-84-175-5028-8
- Prado negro. Madrid, Hiperión, 2021. ISBN 978-84-900-2170-5

### Poesía (Libros de arte)
- Cronología del mal. Sevilla, Point de Lunettes, 2002. (Tirada de 100 ejemplares acompañados de un grabado de María Teresa M. Vivaldi, estampado por Juan Carlos Ramos).
- La mirada de Ulises. Almería, Prensa Cicuta, 2006. (Edición de 26 ejemplares hecha con tipografía artística por Emilio Sdun).
- Poemas para perros. Sevilla, Point de Lunettes, 2007.  (Tirada especial de 31 ejemplares con un collage hecho a mano por Claudio Sánchez Muros).

### Poesía en Antologías
- Antología poética en honor de Federico García Lorca. Granada, Universidad de Granada, 1986. ISBN 84-860-2808-6
- Poetas en el aula: Francisco Fortuny / Manuel García. Sevilla, Consejería de Educación y Ciencia, 1995. ISBN 84-805-1912-6
- Un siglo de sonetos en español. Recopilados por Jesús Munárriz. Madrid, Hiperion, 2000. ISBN 978-84-7517-670-3
- Palabras. Poemas para el festival.  Ayamonte, Patronato Municipal de Cultura de Ayamonte, 2002
- Música y poesía en Jaén: El "Cantar de las tres morillas" ante el panorama de la lírica tradicional. Selección de Julián Rozas Ortiz. Jaén, Diputación Provincial de Jaén, 2002. ISBN 84-895-6084-6
- A  jeito de homenagem  a Eugénio de  Andrade. Porto, Fólio Édiçoes, 2004. ISBN 972-87-0024-5
- Sevilla. De labores y esperanzas. Selección de Luis Miguel Godoy Gómez. Huelva, Comité Organizador para el Trienio Zenobia-Juan Ramón Jiménez, Diputación de Huelva, 2006. ISBN 84-690-1407-2 (Antología de 5 poetas sevillanos, entre los que está Manuel García).
- Iberia Polyglotta. Zeitgenössische Gedichte un Kurzprosa in den Sprachen der Iberischen Halbinsel. Antología en las distintas lenguas ibéricas. Titz, Axel Lenzen Verlag, 2006. ISBN 3-9332-2312-1. (Se recogen 3 poemas de Manuel García y se publican en castellano y traducidos al alemán).
- Antología poética en honor de Elena Martín Vivaldi. Coordinación y edición de José Ignacio Fernández Dougnac y Francisco Acuyo. Granada, Universidad de Granada, 2011. ISBN 978-84-338-5223-6
- La luna en verso. Antología poética. Granada, El Torno Gráfico Ediciones, 2013. ISBN 978-84-941-0619-4
- MUSEUM. La pintura escrita. Málaga, Revista Litoral, 2014. ISSN 0212-43-78. (Se publica el soneto “Berlín”)
- Pasos de peregrinos. Granada, Diputación de Granada, Patronato Cultural Federico García Lorca, 2015. Depósito Legal: GR 2518-2014
- Todo es poesía en Granada. Coordinada por José Martín de Vayas. Granada, Esdrújula ediciones, 2015. ISBN 978-84-164-8514-7
- Concierto poético para San Juan de la Cruz. Málaga,Puerta del mar, Diputación Provincial de Málaga, 2016. ISBN 978-84-778-5969-7
- Melodías de la luz. Homenaje a Francisco Fernández. Granada, Jizo de Literatura Contemporánea, 2016. ISBN 978-84-943-1172-7

### Narrativa
- Epílogo a la manera de Azorín. Dentro del libro Las Apoteosis de Francisco Silvera. Huelva, Diputación Provincial, 2000. ISBN 84-816-3246-5
- Mañana, cuando yo muera. Madrid, Algaida Editores (Col. Algaida Literaria), 2019. ISBN 978-84-918-9071-3

### Ensayo y Crítica literaria
- Joaquín Romero Murube: Siete Romances. Edición y prólogo de A. Martínez y Manuel García. Sevilla, Point de Lunettes, 2004. ISBN 978-84-932-4876-2
- José Marchena: Polixena. Edición crítica y estudio introductoria de Manuel García. Sevilla, La Máquina China Editorial, 2007. ISBN 978-84-933-6837-1
- Juan Ramón Jiménez: Elejías Andaluzas I: Platero y yo. Madrid, Visor, Edición del Centenario, 2007. ISBN 978-84-752-2727-6
- Ángel Ganivet: Cancionero a Mascha Diakovsky. (La poesía francesa de Ángel Ganivet). Traducción, edición crítica e introducción del poeta Manuel García. Sevilla, Point de Lunettes, 2014. ISBN 978-84-965-0876-7
- Pedro Fuentes Pozo: El nombre de la luz oscura. Edición y prólogo de Manuel García, Sevilla, Point de Lunettes, 2015. ISBN 978-84-965-0885-9

### Versiones al castellano y Traducciones
- Del francés:
  - La encuadernación moderna, artística y caprichosa, de Octavio Uzanne.  Sevilla, Point de Lunettes, 2013. ISBN 978-84-965-0859-0
  - Cancionero a Mascha Diakovsky (La poesía francesa de Ángel Ganivet). Sevilla, Point de Lunettes, 2014. ISBN 978-84-965-0876-7
- Del griego (en colaboración con Juan José Tejero):
  - Epitafio, de Yannis Ritsos. (Versión castellana en romances).Huelva Colección Juan Ramón Jiménez de Poesía, 2008. ISBN 978-84-816-3481-5
  - Epitafio, de Yannis Ritsos, 18 cantares de la patria amarga. (Versión castellana en romances y cantares). Sevilla, Point de Lunettes, 2013. ISBN 978-84-965-0862-0
- Del italiano:
  - Le Lacrime di Eros. (Versiones en castellano de poemas de poetas italianos del Renacimiento). Sevilla, Discográfica: Alqhai & Alqhai, 2010. 8-435042-600857
  - Amori di Marte. (Versiones en castellano respetando la estrofa original del Combatimento de Tancredo e Clorinda, de Torcuato Tasso, y otros poemas de poetas del Renacimiento italiano como Marino, Ottavio Rinuccini etc.). Sevilla, Discográfica: Alqhai & Alqhai, 2011. 8-429085-254191

## Estilo
La poesía de Manuel García tiene rasgos característicos de la poesía crítica. Otros dos aspectos relevantes tienen que ver precisamente con su configuración formal. Por un lado está la mezcla de formalismo clásico –visible no solo en la métrica, sino también en el lenguaje, los intertextos y las imágenes– con algunos elementos propios de la poesía más renovadora, como podría ser el empleo del poema en prosa y la recuperación de un cierto experimentalismo.